# Tóva Tei
Tei Tóva (郑东和; Hepburn: Towa Tei; Jokohama, 1964. szeptember 7. –) japán lemezlovas, zenei producer, a Deee-Lite együttes tagja. Nemzetközi sikerét a Deee-Lite formációval szerezte 1990-ben, a Groove Is in the Heart című slágerrel. 1994-ben Future Listening! címmel albuma jelent meg, majd New Yorkból Naganóba költözött vissza.

## Életrajza
Tóva 16 évesen vette első szintetizátorát egy Korg MS-10-est, majd a Muszasino Művészeti Egyetem hallgatójaként demót készít Szakamoto Rjúicsi címmel, és elküldi egy rádióállomásnak. 1987-ben Amerikába költözik, ahol grafikusként dolgozik tovább, majd tagja lesz a Deee-Lite együttesnek.
Tóva 1994-ben visszatér Japánba, és egy rádióinterjúban utal a Deee-Lite együttesben eltöltött éveire, bár részletesen nem fejti ki negatív élményeit. Ebben az évben elkészíti első szólólemezét Future Listening! címmel, melyben ötvözi az elektronikus zene, a dzsessz, a pop és a house elemeit is. Albumán olyan tagok közreműködnek mint Joi Cardwell, Bebel Gilberto, Takano Hirosi, Szakamoto Rjúicsi, Hoszono Haruomi, Mori Toshiiko, Tomiie Szatosi, Oki Júicsi a Tokyo Ska Paradise Orchestra, a Pizzicato Five vagy Nomija Maki.

## Diszkográfia

### Stúdióalbumok
- 1995 Future Listening!
- 1998 Sound Museum
- 1999 Last Century Modern
- 2002 Towa Tei (Sweet Robots Against the Machine néven)
- 2005 Flash
- 2009 Big Fun
- 2011 Sunny
- 2013 Lucky
- 2015 Cute

### DJ válogatásalbumok
- 2004 Motivation-Songs for Make Up
- 2004 Motivation-Driving Sweets
- 2005 Motivation3
- 2005 Motivation4 -Dusty Dance Halls
- 2007 Motivation Five
- 2008 Motivation 7

### Kis- és középlemezek
- 1995 "Technova"
- 1995 "Luv Connection"
- 1997 "Happy" (ハッピー?) feat. Vivian Sessoms
- 1997 "Intro"
- 1998 "GBI: German Bold Italic" feat. Kylie Minogue – UK #63[2]
- 1998 "Butterfly" feat. Tanabe Ajumi and Vivian Sessoms
- 1999 "Funkin' for Jamaica (N.Y.)"
- 1999 "A Ring"
- 1999 "Let Me Know" feat. Chara
- 2000 "Kasei" (火星; Hepburn: Mars?) feat. Harada Ikuko (Clammbon)
- 2001 "Funkin’ for Jamaica (N.Y.)" (újrakiadás)
- 2005 "Sometime Samurai" feat. Kylie Minogue
- 2006 "Koi no Upload" (恋のアップロード; Hepburn: "Love Upload"?)
- 2008 "N705i"

### Digitális letöltések
- 2008 "A.O.R." feat. Óta Lina
- 2009 "Mind Wall" feat. Hatori Miho
- 2009 "Taste of You" feat. Taprikk Sweezee
- 2009 "Taste of You" (Zickzack Remix) (BIG FUN Remix)
- 2009 "Lyricist" (ajapai Remix) (BIG FUN Remix)
- 2009 "Taste of You" (Michael Fakesch Remix) (BIG FUN Remix)
- 2009 "Mind Wall" (SO TT Remix) (BIG FUN Remix)
- 2009 "Taste of You" (Atom TM Remix) (BIG FUN Remix)
- 2011 "The Burning Plain"
- 2013 "Licht"
- 2013 "Radio"

### Remix albumok
- 1994 Future Recall!
- 1995 Future Recall 2
- 1997 Stupid Fresh
- 2000 Lost Control Mix
- 2000 Lost Control Mix 2
- 2003 Re: Towa Tei (Sweet Robots Against the Machine néven)
- 2006 Flasher
- 2007 Future Recall! 3
- 2012 Mach 2012

### Válogatásalbumok
- 2002  Towa Tei / Best
- 2003 Best Korea (csak Dél-Koreában)

## Linkek
- weboldala (japánul)
- Tei Tóva a Twitteren (japánul)